# 西川潤之
西川 潤之（にしかわ じゅんじ、1907年6月29日 - 没年不詳）は、日本のサッカー選手。

## 来歴
東京高等師範学校附属中学校（現・筑波大学附属中学校）を1926年に卒業。
法政大学に入学後はサッカー部に入部した。在学中の1927年に開催された第8回極東選手権競技大会の日本代表に選出され、2試合に出場した。
在学中の1929年に開催された第5回明治神宮競技大会兼ア式蹴球全國優勝競技會（第9回天皇杯全日本サッカー選手権大会）に出場し、決勝で関学クラブに敗れたが準優勝した。

## 所属クラブ
- 東京高等師範学校附属中学校（現・筑波大学附属中学校）
- 法政大学

## 代表歴

### 出場大会
- 第8回極東選手権競技大会

### 試合数
| 日本代表 | 国際Aマッチ | 国際Aマッチ |
| 年       | 出場        | 得点        |
| -------- | ----------- | ----------- |
| 1927     | 2           | 0           |
| 通算     | 2           | 0           |

### 出場
| No. | 開催日         | 開催都市 | スタジアム | 対戦相手   | 結果 | 監督 | 大会       |
| --- | -------------- | -------- | ---------- | ---------- | ---- | ---- | ---------- |
| 1.  | 1927年08月27日 | 上海     |            | 中華民国   | ●1-5 |      | 極東選手権 |
| 2.  | 1927年08月29日 | 上海     |            | フィリピン | ○2-1 |      | 極東選手権 |